# Börjelsbyn
Börjelsbyn är en småort i Kalix kommun, Norrbottens län. Orten ligger i Nederkalix socken.
I byn finns det ett f.d bönhus som används som samlingslokal för aktiviteter i byn.
Det fanns även ett tidigare bönhus, som brann upp 1945.

## Befolkningsutveckling
| Befolkningsutvecklingen i Börjelsbyn 1960–2015                   | Befolkningsutvecklingen i Börjelsbyn 1960–2015 | Befolkningsutvecklingen i Börjelsbyn 1960–2015 | Befolkningsutvecklingen i Börjelsbyn 1960–2015 | Befolkningsutvecklingen i Börjelsbyn 1960–2015 |
| ---------------------------------------------------------------- | ---------------------------------------------- | ---------------------------------------------- | ---------------------------------------------- | ---------------------------------------------- |
|                                                                  |                                                |                                                |                                                |                                                |
| År                                                               |                                                |                                                | Folkmängd                                      | Areal (ha)                                     |
| 1960                                                             | 1960                                           |                                                | 198                                            | ¤                                              |
| 1990                                                             | 1990                                           |                                                | 72                                             | 19#                                            |
| 1995                                                             | 1995                                           |                                                | 59                                             | 21#                                            |
| 2000                                                             | 2000                                           |                                                | 69                                             | 21#                                            |
| 2005                                                             | 2005                                           |                                                | 66                                             | 23#                                            |
| 2010                                                             | 2010                                           |                                                | 57                                             | 23#                                            |
| 2015                                                             | 2015                                           |                                                | 68                                             | 41#                                            |
| Anm.: ¤ Som tätortsbebyggelse med 150-199 invånare # Som småort. |                                                |                                                |                                                |                                                |